# Vasil Levski
Vasil Levski (Bulgaars: Васил Левски), geboren als Vasil Ivanov Koentsjev (Karlovo, 18 juli 1837 - Sofia, 18 februari 1873), was een Bulgaarse revolutionair en is de nationale held van Bulgarije. Levski ideologiseerde en strategiseerde een revolutionaire beweging om Bulgarije te bevrijden van de Ottomaanse heerschappij. Levski richtte een revolutionaire organisatie op en probeerde een landelijke opstand via een netwerk van geheime regionale comités aan te wakkeren.

## Biografie
Levski werd op 18 juli 1837 in Karlovo geboren. Zijn moeder was Gina Vassileva Karaivanova en zijn vader was Ivan Koentsjev Ivanov. Hij ging naar school in Karlovo. Zijn vader stierf in 1851 en liet drie zonen (Vasil, Christo en Petar) achter om voor het gezin te zorgen. In 1855 werd hij als novice naar zijn oom, archimandriet Hadzji Vasiliy, een dwalende monnik uit het Hilandarklooster, gestuurd. De volgende jaren ging hij twee jaar naar de kloosterschool in Karlovo en Stara Zagora en volgde een eenjarige priesteropleiding. Op 7 december 1858 werd hij monnik en nam de naam Ignatij aan. In 1859 werd hij aartsdiaken. Onder invloed van Georgi Sava Rakovski richtte Levski zich in 1861 uitsluitend op de revolutionaire bevrijdingsstrijd tegen de Ottomaans-Turkse heerschappij in Bulgarije.

## Levski als revolutionair
In 1862 reisde hij naar Belgrado, waar hij zich bij Georgi Sava Rakovski's Legioen voegde. Toen op 3 juli 1862 gevechten tussen de Serviërs en het Ottomaanse garnizoenen uitbraken, kwam het Legioen interveniëren aan de kant van de Serviërs. Toen er echter geen oorlog uitbrak, dwongen de Turken de Servische regering om het Legioen te ontbinden. Desalniettemin was het de eerste gelegenheid voor jonge Bulgaarse vrijheidsstrijders om gevechtservaring en ideeën op te doen en netwerken te creëren die later nuttig zouden zijn in een strijd. Vanwege zijn behendigheid en moed in de gevechten bij Kalemegdan kreeg Koentsjev de bijnaam Levski, de leeuw (van het Bulgaarse woord Лъв).
In het voorjaar van 1864, op Paaszondag, knipte Levski zijn lange monnikshaar af in het bijzijn van zijn naaste vertrouwelingen. Van 1865 tot 1866 was Levski leraar op verschillende scholen. Als leraar probeerde Levski mensen te organiseren in gewapende patriottische groepen voor de komende opstanden tegen de Ottomanen.
In november 1866 ontmoette Levski Georgi Rakovski in Roemenië. In dit land waren twee revolutionaire groepen opgericht onder leiding van Panajot Ivanov Chitov. Op aanbeveling van Rakovski werd Vasil Levski de vaandeldrager voor het Chitov-kamp. In april 1867 stak zijn groep bij Toetrakan de Donau over, trok door de regio Loedgorie en bereikte het Balkangebergte. Na verschillende confrontaties trok zijn groep zich in augustus terug naar Servië, waar hun aanwezigheid tijdelijk werd getolereerd. Hij keerde terug naar Roemenië en leerde in de winter van 1868 de dichter en revolutionair Christo Botev bij Boekarest kennen.
Vasil Levski zette alle lagen van de Bulgaarse samenleving aan tot de revolutie. Onder zijn leiding was de interne revolutionaire organisatie geboren. Het doel van de opgerichte commissies was om een gecoördineerde opstand voor te bereiden. Vasil Levski werd vervolgd door Ottomaanse autoriteiten, waardoor hij vermommingen moest gebruiken om tijdens zijn reizen aan arrestaties te ontsnappen. Hij verrichtte belangrijk werk in het beheer en de organisatie van de revolutionaire netwerken waarvan hij de leider was.

## Arrestatie en dood

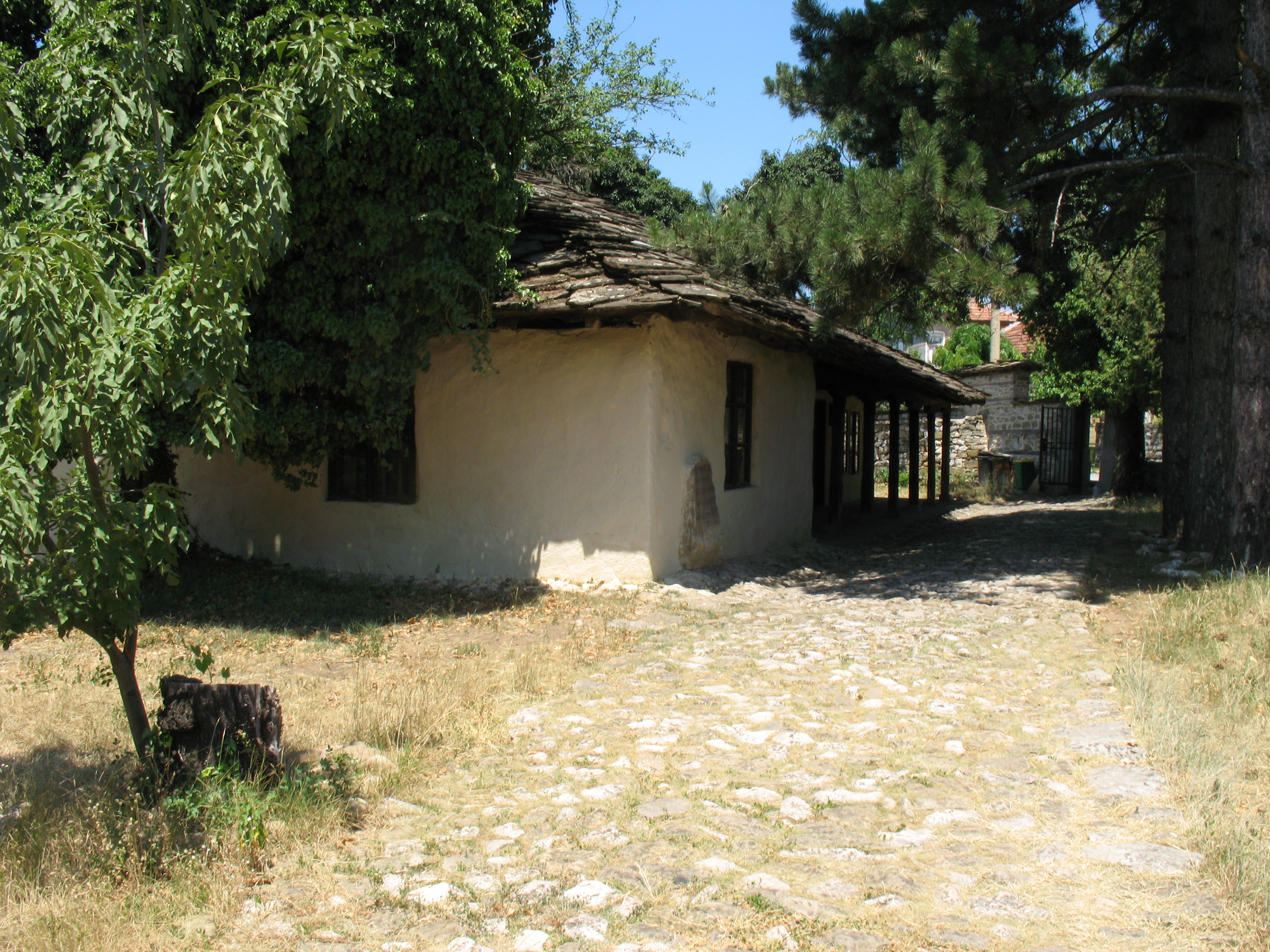
Kakrina, waar Levski in 1872 werd gevangen gehouden

Hij werd op 27 december 1872 door de Ottomaanse autoriteiten gearresteerd. Aanvankelijk werd hij ondervraagd en opgesloten in Tarnovo. Daarna werd Vasil Levski op 4 januari 1873 naar Sofia gestuurd. Daar werd hij berecht en gemarteld. Hoewel hij zijn identiteit erkende, onthulde hij zijn medeplichtigheid en de details met betrekking tot zijn organisatie niet. Toen hij fysiek erg zwak was, veroordeelden de Ottomaanse autoriteiten Vasil Levski tot de doodstraf door ophanging. Zijn dood verergerde de crisis in de Bulgaarse revolutionaire beweging en de meeste commissies vielen uiteen. Vijf jaar na zijn executie en na de opstand van april 1876 brak een oorlog uit tussen Rusland en Turkije (1877-1878) die het mogelijk maakte Bulgarije te bevrijden van het Ottomaanse heerschappij. Het Verdrag van San Stefano van 3 maart 1878 creëerde een onafhankelijk vorstendom Bulgarije.